# Telmatobius simonsi
Telmatobius simonsi là một loài ếch thuộc họ Leptodactylidae.
Đây là loài đặc hữu của Bolivia.
Môi trường sống tự nhiên của chúng là vùng núi ẩm nhiệt đới hoặc cận nhiệt đới, vùng cây bụi nhiệt đới hoặc cận nhiệt đới vùng đất cao, đồng cỏ nhiệt đới hoặc cận nhiệt đới vùng đất cao, sông ngòi, đầm nước ngọt, đất canh tác, vùng đồng cỏ, vườn nông thôn, rừng trước đây suy thoái nghiêm trọng, ao, và kênh đào và mương rãnh.
Chúng hiện đang bị đe dọa vì mất môi trường sống.